# Виндхья-Прадеш

Штат Виндхья-Прадеш в 1951.

Виндхья-Прадеш (хинди विंध्य प्रदेश) — штат Индии, существовавший в 1949—1956 годах. Название штата происходит от реки Виндхья. Столицей штата был город Рева.
Штат был создан 12 марта 1948 года из княжеств, находившихся в восточной части территории, подчинённой во времена британского господства Агентству Центральной Индии:
1. Рева
2. Панна
3. Датия
4. Орчха
5. Аджайгарх
6. Баони
7. Бараундха
8. Биджавар
9. Чхатарпур
10. Чаркхари
11. Майхар
12. Нагод
13. Самтхар
14. Алипура
15. Банкапахари
16. Бери
17. Майсундха
18. Байхатх
19. Биджона
20. Дхукхай
21. Гархаули
22. Джасо
23. Джагни
24. Кханьядхана
25. Котхи
26. Лугаси
27. Найгванревай
28. Пахра
29. Палдео
30. Сарила
31. Сохавал
32. Тараун Патхраули
33. Таури Фатехпур

Раджпрамукхом нового штата стал Матранд Сингх, бывший правитель княжества Рева. В 1949 году для управления штатом был назначен главный комиссар.
25 января 1950 года территории бывших княжеств Байнатх, Банкапахари, Баони, Бери, Биджона, Чаркхари, Джагни, Самтхар, Сарила и Таури Фатехпур были переданы из состава штата Виндхья-Прадеш в состав штатов Уттар-Прадеш и Мадхья-Бхарат.
В 1951 году в штате состоялись первые всеобщие выборы, большинство голосов на которых получила партия Индийский национальный конгресс.
В 1956 году, в соответствии с Актом о реорганизации штатов, штаты Бхопал, Мадхья-Бхарат и Виндхья-Прадеш были присоединены к штату Мадхья-Прадеш, столицей которого стал город Бхопал.